# Elizabeth Blount
Pour les articles homonymes, voir Blount.
Elizabeth Blount, née vers 1498 et morte vers 1540, est l'une des maîtresses d'Henri VIII d'Angleterre, mère du duc de Richmond et Somerset, seul fils illégitime reconnu par Henri VIII.

## Biographie
Elizabeth est la fille de sir John Blount et de Catherine Pershall. John Blount est un loyal serviteur anonyme de la famille royale et a été aux côtés du roi Henri VIII en France quand il est parti en guerre contre Louis XII de France, en 1513.
On sait peu de choses de la jeunesse d'Elizabeth, excepté que sa beauté était réputée, et qu'elle avait une relation avec le roi Henri VIII. Aucun portait contemporain d’elle n'a été retrouvé. Petite fille, elle vient à la cour du roi pour être demoiselle d’honneur de la reine Catherine d'Aragon. C’est dans ces circonstances qu’elle attire l’attention du roi et devient sa maîtresse. Leur relation débute vers 1516 et dure environ huit ans.

### Maîtresse royale
Sa relation avec Henri VIII fut de longue durée, comparée à ses autres aventures, généralement courtes et discrètes. Le 15 juin 1519, Elizabeth Blount met au monde un fils illégitime du roi, nommé Henri FitzRoy (soit Henry "fils de roi") et qui devint plus tard duc de Richmond et de Somerset. Il s'agit du seul fils illégitime qu'Henri reconnut.
Peu après la naissance de son fils, le roi tomba amoureux de Mary Boleyn, ce qui fut en partie cause de la disgrâce d'Elizabeth. Comme elle, Boleyn ne fut jamais reconnue comme maîtresse officielle. Henri offrit seulement cette position à Anne Boleyn, qui refusa cette proposition. Anne Boleyn devint ensuite l'épouse d'Henri VIII.

### Fin de vie
Elizabeth conclut un mariage arrangé en 1522 avec Gilbert Tailboys, premier baron Tailboys de Kyme. Après son mariage, elle n’apparaît plus dans les chroniques de la monarchie Tudor. Un rapide commentaire est fait sur elle en 1529, quand un chapelain du palais note qu’elle est (ou a été) plus jolie que la fiancée d’alors d’Henri VIII, Anne Boleyn, qui est néanmoins très belle d’après lui.
Le 23 juillet 1536, son fils Henri Fitzroy meurt, probablement de tuberculose (« consomption »). Son mari, Gilbert, Lord Tailboys la précède également dans la mort en 1530, la laissant veuve à la tête d’une fortune confortable. De son mariage avec Gilbert, sont nés trois enfants : deux fils, George et Robert, et une fille, Elizabeth. À la mort de Tailboys, Elizabeth épouse un homme plus jeune dont les terres côtoient les siennes, Edward Fiennes de Clinton, premier comte de Lincoln. Il se marient entre 1533 et 1535. Cette union donna le jour à trois filles.
Elizabeth fut pendant un temps bref dame d’honneur de la quatrième épouse d’Henri, Anne de Clèves, mais elle quitta le service de la reine, invoquant des problèmes de santé, quand le mariage d’Henri VIII et d’Anne fut dissous. Elle ne servit donc pas celle qui succéda à Anne, Catherine Howard. Elizabeth Blount retourna sur les terres de son époux, où elle mourut peu après. Il est probable qu’elle soit morte de consomption.

## Réputation et importance
Comparée aux deux premières femmes d’Henri VIII, Catherine d'Aragon et Anne Boleyn, l’importance historique d'Elizabeth Blount est négligeable. Cependant, elle a eu plus de poids que les autres relations extra-conjugales qu’Henri VIII eut pendant son premier mariage. Elizabeth Blount fut la mère du seul enfant illégitime reconnu par Henri ; dans les années 1520, son fils aurait alors pu être désigné héritier légitime du roi. Bien que ces projets n’aient pas abouti et qu'Elizabeth n'ait eu que peu d'influence sur l’élévation sociale de son fils, le fait qu’elle ait été la mère d’un enfant si important, fit d’elle un objet d’intérêt pour beaucoup de ses contemporains.

## Mariages et descendance
De sa relation avec Henri VIII, roi d'Angleterre :
1. Henri FitzRoy, duc de Richmond et Somerset, comte de Nottingham, né en 1519, mort en 1536.

De son premier mariage avec Gilbert, baron Tailboys :
1. Elizabeth Tailboys, quatrième baronne Tailboys, (1520-1563). Elle épousa Thomas Wymbish, de Nocton (mort en 1553) et Ambrose Dudley, comte de Warwick (1529-1589) ;
2. George Tailboys, deuxième Lord Tailboys, (1522-1540). Épousa Margaret Skipwith en 1539 ;
3. Robert Tailboys, troisième Lord Tailboys, de Jure Lord Kyme (1523-1541).

De son second mariage avec Edward Fiennes :
1. Bridget Clinton (née en 1536). Elle épousa Robert Dymoke de Scrivelsby, Lincolnshire vers 1556 et ils eurent dix enfants. Dymoke (parfois écrit Dymock) était un fervent catholique, qui fut honoré comme martyr après sa mort ;
2. Katherine Clinton (1538 - août 1621). Elle épousa William Burgh, deuxième Lord Burgh (1522 - 10 septembre 1584) et eut deux enfants avec lui ;
3. Margaret Clinton (1539-?). Elle épousa Charles Willoughby (deuxième baron Willoughby de Parham) et eut cinq enfants.

### Source
- (en) Cet article est partiellement ou en totalité issu de l’article de Wikipédia en anglais intitulé « Elizabeth Blount » (voir la liste des auteurs).